# Volkswagen Amarok

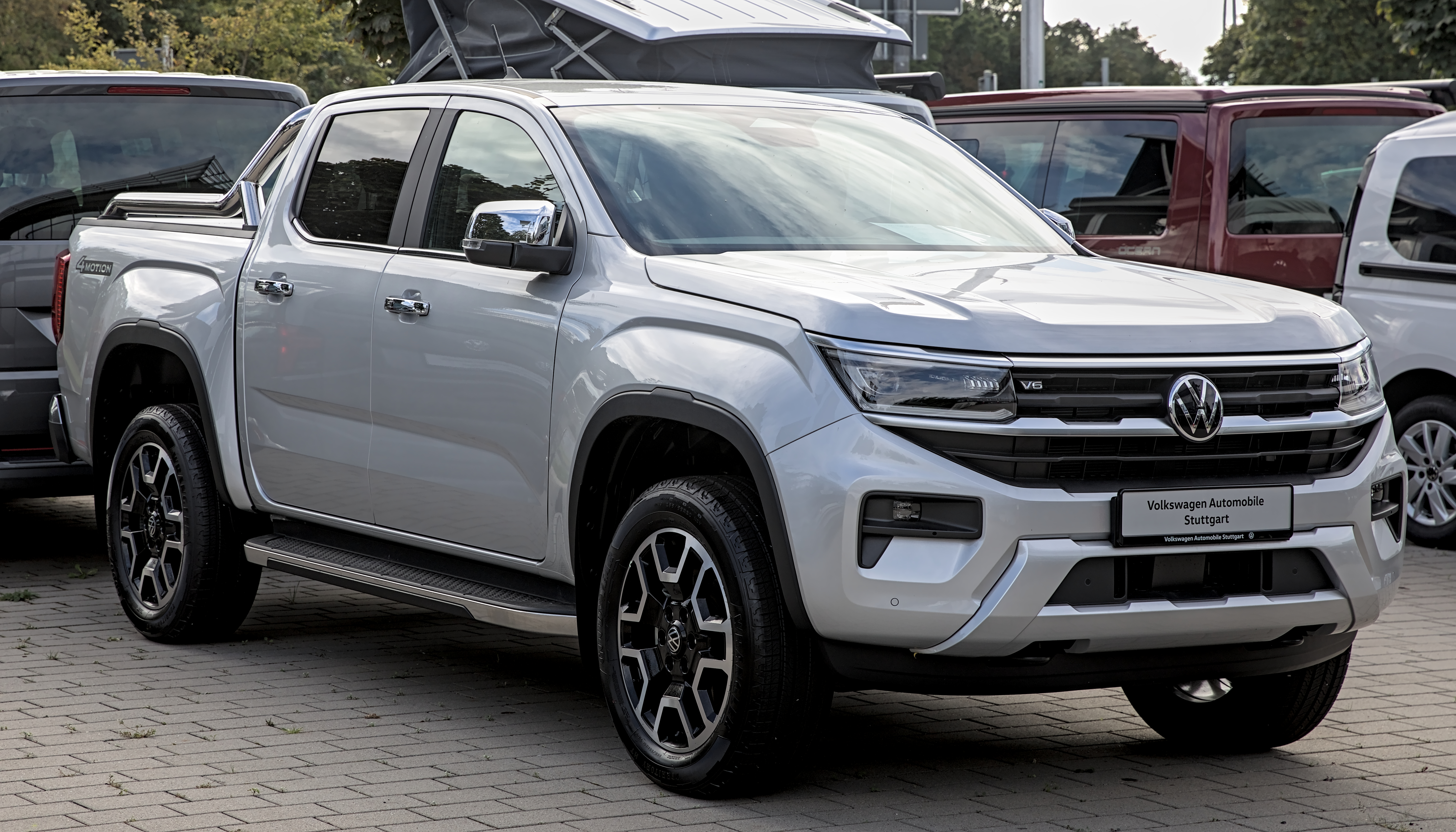
VW New Amarok

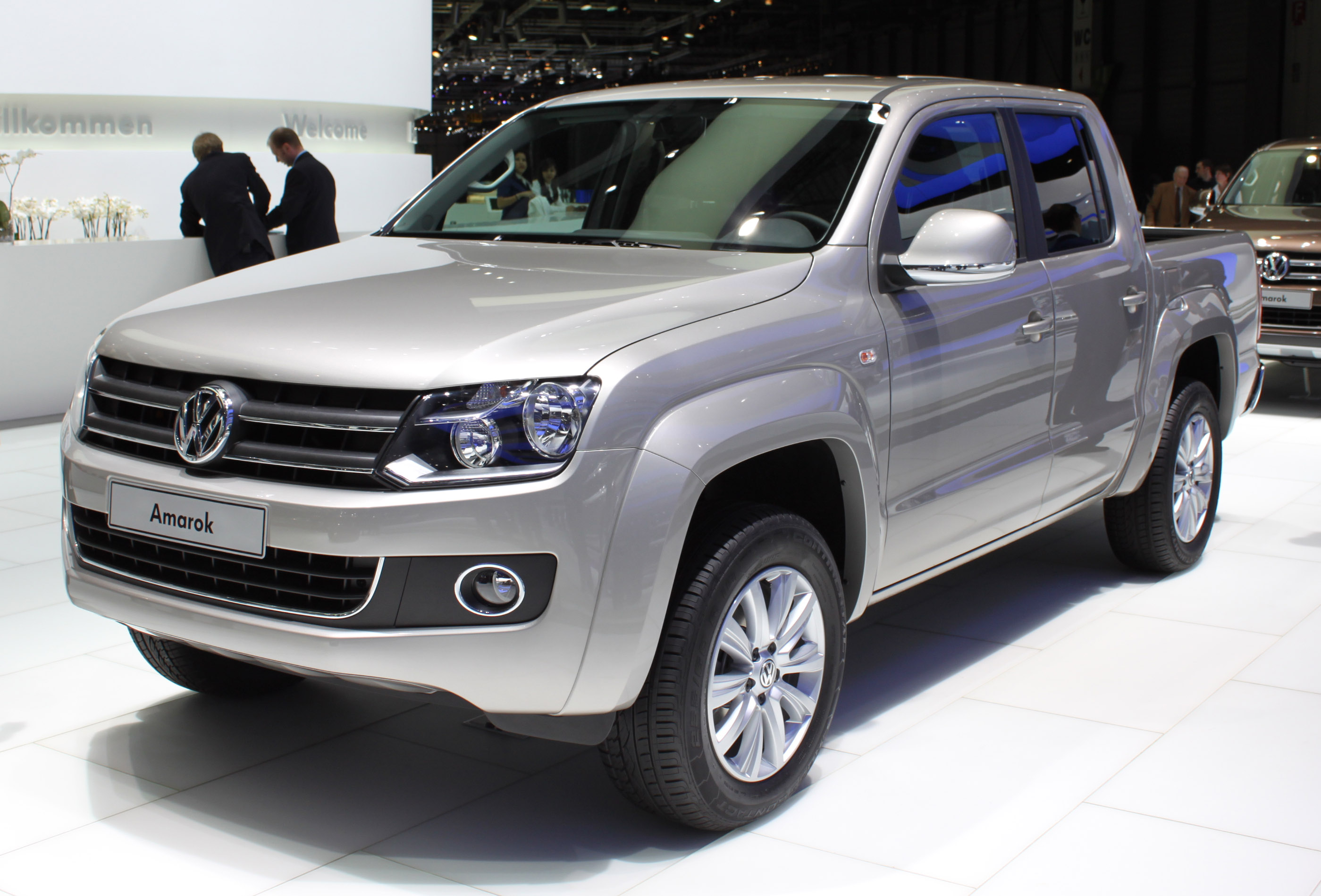
De VW Amarok met vierdeurscabine, tijdens de Autosalon van Genève in 2010

De Volkswagen Amarok is een groot model pick-up dat sinds eind 2009 geproduceerd wordt door de Duitse autofabrikant Volkswagen. De Amarok is leverbaar met tweedeurs- en vierdeurscabine en er kan gekozen worden tussen achterwielaandrijving en vierwielaandrijving.
De auto is ontworpen door Walter de'Silva. De naam Amarok betekent Wolf in het Inuit.

## Leverbare motoren
Diesel
| 2.0 TDI    | 4-in-lijn | 122 pk | 350 Nm | achter/4motion | 2011 - 2013  |
| 2.0 TDI    | 4-in-lijn | 140 pk | 350 Nm | achter/4motion | 2013 - 2016  |
| 2.0 TDI    | 4-in-lijn | 163 pk | 400 Nm | achter/4motion | 2011 - 2012  |
| 2.0 TDI    | 4-in-lijn | 180 pk | 420 Nm | achter/4motion | 2011 - 2016  |
| 3.0 V6 TDI | V6        | 163 pk | 450 Nm | achter/4motion | 2018 - 2020  |
| 3.0 V6 TDI | V6        | 204 pk | 500 Nm | 4Motion        | 2016 - heden |
| 3.0 V6 TDI | V6        | 225 pk | 550 Nm | 4Motion        | 2016 - 2020  |
| 3.0 V6 TDI | V6        | 258 pk | 580 Nm | 4Motion        | 2018 - 2020  |
| 3.0 V6 TDI | V6        | 240 pk | 600 Nm | 4Motion        | 2020 - heden |

## Order Nederlandse krijgsmacht
In 2013 plaatste de Nederlandse krijgsmacht een order voor 1667 Volkswagen Amarok DC 103kW-voertuigen. Deze voertuigen gaan een groot deel van de huidige Mercedes Benz en Land Rover-terreinvoertuigen vervangen. Defensie koopt een civiel model met een aantal speciale aanpassingen zoals een militaire radio, wapenklemmen en sjorogen voor lucht- of zeetransport. De voertuigen werden vanaf 2014 geleverd.